# Мельник, Иван Игнатьевич
Иван Игнатьевич Мельник (21 января 1927, Микуличи, Бобруйский округ — 2011, Овсянка, Могилёвская область) — Герой Социалистического Труда.

## Биография
В 1959 году окончил Белорусскую сельскохозяйственную академию.
В этом же году был избран председателем колхоза «XVII партсъезд», который объединил 8 убыточных хозяйств. Под его руководством уже через несколько лет коллектив достиг высоких результатов, а к 1990 году рентабельность производства в колхозе составляла 72,8 %.
Центральная усадьба колхоза Овсянка неоднократно становилась победителем главной выставки СССР — ВДНХ. Там построено городское жилье, спортивный комплекс с бассейном, Дом культуры, детский сад, банно-прачечный комбинат, Дом быта и многие другие объекты инфраструктуры. При нём был введён хозяйственный расчет, «человеко-дни» и «нормо — смены» вскоре вошли в учебники.
В 1985 году удостоен звания Герой Социалистического Труда. С 1994 года на пенсии.
Умер в 2011 году. По его завещанию прах был развеян над полем около конторы колхоза.

## Память
И. И. Мельнику установлен памятник на площади в агрогородке Овсянка Горецкого района.
В Горках в его честь установлен памятный знак на Аллее Героев Советского Союза и Социалистического Труда.
В 2017 году Горецким райисполкомом учреждён переходящий приз имени Героев Социалистического Труда И. И. Мельника и Г. В. Бельского, который вручается лучшему по итогам года хозяйству района за наивысшие показатели по выходу и реализации продукции.

## Награды
- Медаль «Серп и Молот»
- Орден Ленина
- Орден Октябрьской Революции
- Два ордена Трудового Красного Знамени
- Орден «Знак Почета».
- Медали ВДНХ СССР